# Песма Евровизије 2020.
Песма Евровизије 2020. (енгл. Eurovision Song Contest 2020; фр. Concours Eurovision de la chanson 2020) је требало да буде 65. по реду избор за Песму Евровизије. Било је планирано да се такмичење одржи у Ротердаму, Холандији, захваљујући победи Данкана Лоренса на Песми Евровизије 2019. године у Тел Авиву, са нумером Arcade.
Такмичење би се састојало из два полуфинала која су требала да се одрже 12. и 14. маја и финала које би се одржало 16. маја. 41 земља је требало учествовати на такмичењу. Бугарска и Украјина би се вратиле након одсуства 2019. године, док би од такмичења одустале Мађарска и Црна Гора.
Међутим, по први пут након 64 узастопних година, такмичење је отказано због пандемије вируса корона и мера забране кретања које су увеле државе. Европска радиодифузна унија, холандски јавни емитери и град Ротердам су наставили преговоре везане за организацију такмичења 2021. године.
На дан када је предвиђено финално вече, емитован је посебан ревијални програм под називом Евровизија: Нека Европа обасја светлошћу у којем су се појавили такмичари изабрани за 2020. годину, али и познати евровизијски извођачи са претходних такмичења.

## Избор града домаћина
Такмичење би се одржало у Холандији, након што је Данкан Лоренс, који је представаљао Холандију на такмичењу у Израелу, победио са песмом Arcade. Припреме за организацију такмичења 2020. су почеле у ноћи након победе на такмичењу у Тел Авиву, како је ЕБУ супервизор Јон Ола Санд уручио холандском емитеру AVROTROS инструкције и USB са алаткама како би почели са припремом такмичења. AVROTROS ће организовати такмичење у сарадњи са емитерима NPO и NOS.

### Конкурс за домаћинство
Према премијеру Холандије, Марку Рутеу, неколико сати након победе Холандије, неколико градоначелника је већ почело да конкурише за домаћинство лобирајући преко порука. Градови су формално почели да шаљу своје кандидатуре од 29. маја 2019.:
- У првој половини јуна 2019, сви градови који су конкурисали ће добити своје критеријуме који су потребни за домаћинство
- Градови ће затим добити на располагање четири недеља да попуне своје формуларе и пошаљу их емитеру у првој половини јула 2019.
- Емитери имају опцију да посете све градове који су конкурисали за домаћинство средином јула
- Град домаћин ће бити изабран у консултацијама заједно са ЕБУ након што су емитери посетили све градове, и након што су градови послали своје кандидатуре емитеру до средине јула.

Следећи градови су изразили интерес за домаћинство:
| Град        | Арена                                         | Капацитет | Напомене |
| ----------- | --------------------------------------------- | --------- | --- |
| Амстердам   | Амстердам РАИ изложбени и конвенцијски центар | 13.000    | Јохан Кројф Арена је један од највећих стадиона у Европи, био је домаћин утакмица за време Европског првенства у фудбалу 2000, такође ће бити домаћин и за време првенства 2020. године. РАИ изложбени центар је био домаћин Песме Евровизије 1970.. Зиго Дом је био домаћин МТВ европске доделе награда 2013. године. 4. јула 2019. Амстердам је одустао од кандидатуре, зато што су сва понуђена места заузета за време такмичења. |
| Амстердам   | Јохан Кројф Арена                             | 68.000    | Јохан Кројф Арена је један од највећих стадиона у Европи, био је домаћин утакмица за време Европског првенства у фудбалу 2000, такође ће бити домаћин и за време првенства 2020. године. РАИ изложбени центар је био домаћин Песме Евровизије 1970.. Зиго Дом је био домаћин МТВ европске доделе награда 2013. године. 4. јула 2019. Амстердам је одустао од кандидатуре, зато што су сва понуђена места заузета за време такмичења. |
| Амстердам   | Зиго Дом                                      | 17,000    | Јохан Кројф Арена је један од највећих стадиона у Европи, био је домаћин утакмица за време Европског првенства у фудбалу 2000, такође ће бити домаћин и за време првенства 2020. године. РАИ изложбени центар је био домаћин Песме Евровизије 1970.. Зиго Дом је био домаћин МТВ европске доделе награда 2013. године. 4. јула 2019. Амстердам је одустао од кандидатуре, зато што су сва понуђена места заузета за време такмичења. |
| Арнхем      | ГелреДом                                      | 41.000    | Био је један од домаћина за време Европског првенства у фудбалу 2000. године, неопходна је изградња крова. |
| Бреда       | БреПарк                                       | 13.000    | Иако су имали одговарајуће место, 1. јула 2019. Бреда се повлачи због великих трошкова. |
| Леуварден   | ВТЦ Експо                                     | 6,000     | Кандидатура је била подржана од стране покрајине Фрисланд, али су се повукли 18. јуна 2019. због крова који је веома низак. |
| Мастрихт    | Мастрихт изложбени и конгресни центар         | 5.000     | Кандидатура је подржана од стране покрајине Лимбург. |
| Ротердам    | Ахој Ротердам                                 | 16.000    | Домаћин дечје песме Евровизије 2007., такође и МТВ Европских додела награда 1997. и 2016. године. Кандидатура је подржана од стране покрајине Јужна Холандија као и од града Дордрехт. |
| Утрехт      | Јарбеурс                                      | 11.000    | |
| Хаг         | Стадион Карс Џинс                             | 15.000    | 27. јуна 2019. су се повукли због недостатка средства за организацију, тако да сада подржавају кандидатуру Ротердама. |
| Хаг         | Малиевелд                                     | 15.000    | 27. јуна 2019. су се повукли због недостатка средства за организацију, тако да сада подржавају кандидатуру Ротердама. |
| Хертогенбос | Брабантхален                                  | 10.000    | — |

Дана 30. августа 2019. објављено је да ће домаћин такмичења бити Ротердам, и да ће се такмичење одржати у Ахој Ротердаму.

## Земље учеснице
Дана 13. новембра 2019. је објављено да би 41 земља требало учествовати на такмичењу. Бугарска и Украјина би се вратиле након одсуства 2019. године, док Мађарска и Црна Гора би се повукле са такмичења.
| Држава               | Емитер               | Извођач(и)          | Песма                       | Језик                                  | Аутор(и)                                                                                     |
| -------------------- | -------------------- | ------------------- | --------------------------- | -------------------------------------- | -------------------------------------------------------------------------------------------- |
| Азербејџан           | ИТВ                  | Ефенди              | Cleopatra                   | енглески                               | Лук ван Берс Алан Рој Скот Сара Лејк                                                         |
| Албанија             | РТШ                  | Арилена Ара         | Fall From The Sky           | енглески                               | Дарко Димитров Лазар Цветковски Арилена Ара Мајкл Блу Роберт Стивенсон Сам Шумер             |
| Аустралија           | СБС                  | Монтејн             | Don't Break Me              | енглески                               | Џесика Керо Ентони Егизи Дејвид Мусумеки                                                     |
| Аустрија             | ОРФ                  | Винсент Буено       | Alive                       | енглески                               | Винсент Буено Давид Јанг Феликс Ван Гонс Артур Ајгнер                                        |
| Белгија              | ВРТ                  | Hooverphonic        | Release Me                  | енглески                               | Алекс Калије Лука Кјаравали                                                                  |
| Белорусија           | БТ                   |                     | Da vidna                    | белоруски                              | Владислав Пашкијевич Валерија Хрибусава Микита Најдзионау                                    |
| Бугарска             | БНТ                  | Викторија           | Tears Getting Sober         | енглески                               | Борислав Миланов Корнелија Виболс Лукас Оскар Јанич Викторија Георгијева                     |
| Грузија              | ГПБ                  | Торнике Кипијани    | Take Me As I Am             | енглески                               | Торнике Кипијани Алеко Бердзенишвили                                                         |
| Грчка                | ЕРТ                  | Стефанија           | Superg!rl                   | енглески                               | Димитрис Контопулос Аркејд Шерон Вон                                                         |
| Данска               | ДР                   | Бен и Тан           | Yes                         | енглески                               | Емил Росендал Леј Џими Јансон Линеа Деб                                                      |
| Естонија             | ЕРР                  | Уку Сувисте         | What Love Is                | енглески                               | Уку Сувисте Шерон Вон                                                                        |
| Израел               | ИПБК/Кан             | Еден Ален           | Feker libi                  | енглески, амхарски, арапски, хебреjски | Дорон Медали Идан Рејчел                                                                     |
| Ирска                | РТЕ                  | Лесли Рој           | Story of My Life            | енглески                               | Лесли Рој Роберт Марвин Кет Гравит Том Шапиро                                                |
| Исланд               | РУВ                  | Daði & Gagnamagnið  | Think About Things          | енглески                               | Дади Фрејр Петурсон                                                                          |
| Италија              | Раи                  | Диодато             | Fai rumore                  | италијански                            | Антонио Диодато Едвин Робертс                                                                |
| Јерменија            | АМПТВ                | Атена Манукијан     | Chains On You               | енглески                               | Атена Манукијан Диџеј Пако                                                                   |
| Кипар                | РИК                  | Сандро              | Running                     | енглески                               | Сандро Николас Алфи Аркури Себастијан Мецнер Рикардс Октавијан Расинарију Тео ДК             |
| Летонија             | ЛТВ                  | Саманта Тина        | Still Breathing             | енглески                               | Саманта Тина Амината Савадого                                                                |
| Литванија            | ЛРТ                  | The Roop            | On Fire                     | енглески                               | Вајдотас Валиукевичијус Робертас Баранаускас Мантас Банишаускас                              |
| Малта                | ПБС                  | Дестини             | All Of My Love              | енглески                               | Бернарда Бруновић Борислав Миланов Себастијан Арман Даг Лундберг Јоаким Персон Сесар Сампсон |
| Молдавија            | ТРМ                  | Наталија Гордијенко | Prison                      | енглески                               | Филип Киркоров Димитрис Контопулос Шерон Вон                                                 |
| Немачка              | НДР                  | Бен Долич           | Violent Thing               | енглески                               | Борислав Миланов Питер Сент Џејмс Даг Лунгберг Џими Торен Конор Мартин                       |
| Норвешка             | НРК                  | Улрике              | Attention                   | енглески                               | Кристијан Ингебригтсен Ћетил Мерланд Улрике Брандсторп                                       |
| Пољска               | ТВП                  | Алицја              | Empires                     | енглески                               | Патрик Кумор Доминик Бучковски-Војташек Лорел Баркер Фразер Мак                              |
| Португал             | РТП                  | Елиса               | Medo de sentir              | португалски                            | Марта Карваљо                                                                                |
| Румунија             | ТВР                  | Роксен              | Alcohol You                 | енглески                               | Јонуц Армаш Вики Ред Брејан Исак                                                             |
| Русија               | ВГТРК                | Little Big          | Uno                         | енглески, шпански                      | Денис Цукерман Илија Прусикин Виктор Сибринин                                                |
| Сан Марино           | СМРТВ                | Сенит               | Freaкy                      | енглески                               | Ђанлуиђи Фацијо Хенрик Стен Хансен Нана Ботос                                                |
| Северна Македонија   | МРТ                  | Васил               | You                         | енглески                               | Невена Нескоска Калина Нескоска Алис Шредер                                                  |
| Словенија            | РТВ СЛО              | Ана Соклич          | Voda                        | словеначки                             | Ана Соклич Бојан Симончич                                                                    |
| Србија               | РТС                  | Hurricane           | Hasta La Vista              | српски                                 | Немања Антонић Косана Стојић Сања Вучић                                                      |
| Уједињено Краљевство | ББЦ                  | Џејмс Њумен         | My Last Breath              | енглески                               | Џејмс Њумен Ед Древет Адам Ерџајл Ијан Џејмс                                                 |
| Украјина             | Суспиљне             | Go A                | Solovey                     | украјински                             | Тарас Шевченко Катерина Павленко                                                             |
| Финска               | Уле                  | Аксел               | Looking Back                | енглески                               | Јонас Ангерија Витни Филипс Конор Магдонаф Рајли Магдонаф Тоби Макдонаф                      |
| Француска            | Француска телевизија | Том Леб             | Mon alliée (The Best In Me) | француски, енглески                    | Томас Џисон Питер Бостром Џон Лундвик Амир Хадад Том Леб Леа Иван                            |
| Холандија            | АВРОТРОС             | Жангу Макрој        | Grow                        | енглески                               | Жангу Макрој Питер Перкин                                                                    |
| Хрватска             | ХРТ                  | Дамир Кеџо          | Дивљи вјетре                | хрватски                               | Анте Пецотић                                                                                 |
| Чешка                | ЧТ                   | Бени Кристо         | Kemama                      | енглески                               | Осама Версе-Атил Бени Кристо Чарлс Сарпонг Руди Реј                                          |
| Швајцарска           | СРГ ССР              | Gjon's Tears        | Répondez-moi                | француски                              | Ђон Мухаремај Ализе Освалд Џерон Свинен Хавијер Мишел                                        |
| Шведска              | СВТ                  | The Mamas           | Move                        | енглески                               | Мелани Веб Патрик Џин Ерман Гадарфве                                                         |
| Шпанија              | РТВЕ                 | Блас Канто          | Universo                    | шпански                                | Блас Канто Ден Хамонд Еш Хиклин Миколај Трибулец Дангело Ортега                              |

### Извођачи који су учествовали раније
| Извођач                                    | Држава             | Претходни наступи                      |
| ------------------------------------------ | ------------------ | -------------------------------------- |
| Наталија Гордијенко                        | Молдавија          | 2006. (са Арсенијумом)                 |
| Сенит                                      | Сан Марино         | 2011.                                  |
| Сања Вучић (чланица групе Hurricane)       | Србија             | 2016.                                  |
| Ксенија Кнежевић (чланица групе Hurricane) | Србија             | 2015. (као пратећи вокал за Црну Гору) |
| Дестини Чукуњере                           | Малта              | ДПЕ 2015., 2019. (као пратећи вокал)   |
| Стефанија                                  | Грчка              | ДПЕ 2016. (као чланица групе Kisses)   |
| Винсент Буено                              | Аустрија           | 2017. (као пратећи вокал)              |
| The Mamas                                  | Шведска            | 2019. (као пратећи вокал)              |
| Васил                                      | Северна Македонија | 2019. (као пратећи вокал)              |

## Формат

### Графички дизајн
Дана 24. октобра 2019. представљен је слоган такмичења који гласи Open Up (Отвори се). Графички дизајн је представљен 28. новембра 2019. Лого представља апстракцију застава свих 41 земаља учесница распоређених по реду кад су први пут учествовали на такмичењу.

### Водитељи
Дана 4. децембра 2019. је објављено од стране ЕБУ да би водитељи такмичења били телевизијска водитељка и глумица Шантал Јанзен, певач, водитељ као и холандски коментатор на такмичењу Јан Смит и певачица Едсилија Ромбли која је представљала Холандију на песми Евровизије 1998. и 2007. године.

### Жреб за полуфинале
Жреб за полуфинале је одржан 28. јануара 2020. године у Ротердаму. Земље учеснице, сем директних финалиста (домаћина Холандије и велике петорке), су подељене у пет шешира, формираних на основу историјата размене поена међу државама у последњих 10 година, по чему су касније извучени учесници по полуфиналима.
Састав шешира је био следећи:‍
| Шешир број 1                                                                            | Шешир број 2                                                            | Шешир број 3                                                                    | Шешир број 4                                                          | Шешир број 5                                                       |
| --------------------------------------------------------------------------------------- | ----------------------------------------------------------------------- | ------------------------------------------------------------------------------- | --------------------------------------------------------------------- | ------------------------------------------------------------------ |
| - Албанија - Аустрија - Северна Македонија - Словенија - Србија - Хрватска - Швајцарска | - Аустралија - Данска - Естонија - Исланд - Норвешка - Финска - Шведска | - Азербејџан - Белорусија - Грузија - Јерменија - Молдавија - Русија - Украјина | - Бугарска - Грчка - Кипар - Малта - Португал - Румунија - Сан Марино | - Белгија - Израел - Ирска - Летонија - Литванија - Пољска - Чешка |

## Преглед планираног такмичења

### Прво полуфинале
17 земаља би учествовало у првом полуфиналу. Право гласа би такође имали и публика и чланови жирија из Италије, Немачке и Холандије.
| #  | Држава‍             | Извођач(и)‍   | Песма‍ |
| -- | ------------------ | ------------ | ----- |
| 01 | Шведска            | The Mamas    |       |
| 02 | Белорусија         | Вал          |       |
| 03 | Аустралија         | Монтејн      |       |
| 04 | Северна Македонија | Васил        |       |
| 05 | Словенија          | Ана Соклич   |       |
| 06 | Литванија          | The Roop     |       |
| 07 | Ирска              | Лесли Рој    |       |
| 08 | Русија             |              |       |
| 09 | Белгија            | Hooverphonic |       |
| 10 | Малта              | Дестини      |       |
| 11 | Хрватска           | Дамир Кеџо   |       |
| 12 | Азербејџан         | Ефенди       |       |
| 13 | Кипар              | Сандро       |       |
| 14 | Норвешка           | Улрике       |       |
| 15 | Израел             | Еден Ален    |       |
| 16 | Румунија           | Роксен       |       |
| 17 | Украјина           | Go A         |       |

### Друго полуфинале
18 земаља би учествовало у другом полуфиналу. Право гласа би такође имали и публика и чланови жирија из Уједињеног Краљевства, Француске и Шпаније.
| #‍  | Држава‍     | Извођач(и)‍          | Песма‍ |
| -- | ---------- | ------------------- | ----- |
| 01 | Грчка      | Стефанија           |       |
| 02 | Естонија   | Уку Сувисте         |       |
| 03 | Аустрија   | Винсент Буено       |       |
| 04 | Молдавија  | Наталија Гордијенко |       |
| 05 | Сан Марино | Сенит               |       |
| 06 | Чешка      | Бени Кристо         |       |
| 07 | Србија     |                     |       |
| 08 | Пољска     | Алисија             |       |
| 09 | Исланд     |                     |       |
| 10 | Швајцарска |                     |       |
| 11 | Данска     | Бен и Тан           |       |
| 12 | Албанија   | Арилена Ара         |       |
| 13 | Финска     | Аксел               |       |
| 14 | Јерменија  | Атена Манукијан     |       |
| 15 | Португал   | Елиса               |       |
| 16 | Грузија    | Торнике Кипијани    |       |
| 17 | Бугарска   | Викторија           |       |
| 18 | Летонија   | Саманта Тина        |       |

### Финале
Двадесет шест држава би учествовало у финалу и то: победничка држава претходне године тј. Холандија, чланице „велике петорке” и по 10 најбоље пласираних из оба полуфинала. Сва 41 држава учесница би гласала у финалу.
| #‍‍   | Држава‍               | Извођач(и)‍   | Песма‍ |
| --- | -------------------- | ------------ | ----- |
| 23  | Холандија            | Жангу Макрој |       |
| N/A | Италија              | Диодато      |       |
| N/A | Немачка              | Бен Долич    |       |
| N/A | Уједињено Краљевство | Џејмс Њумен  |       |
| N/A | Француска            | Том Либ      |       |
| N/A | Шпанија              | Блас Канто   |       |

Напомене:

1. 1 2 3 4  Планирано
2. ↑  У име немачког конзорцијума јавних емитера АРД-а[30]
3. 1 2  У данима када су требала бити одржана полуфинала, ЕБУ је на званичном Youtube каналу Песме Евровизије одао почаст свим учесницима преко алтернативног програма Eurovision Song Celebration 2020, уз редослед наступа који су одредили продуценти да се такмичење ипак одржало.

## Остале земље
Да би одређена држава могла да стекне право учешћа на такмичењу Еуросонга, она мора да буде активна чланица Европске радиодифузне уније (ЕБУ).‍ ЕБУ је послао позив за учешће на Песми Евровизије 2020. године свим активним члановима, којих је тренутно 56.‍ Своје учешће је до сада потврдило неколико земаља, а следеће државе исказале су јасну (не)заинтересованост.

### Активни чланови ЕБУ
- Андора - Марта 2019, телевизија Андоре (RTVA) је изјавила да ће отворити сарадњу са каталонским емитером Televisió de Catalunya (TVC) како би учествовали на такмичењу. Међутим 22. маја 2019. су потврдили да Андора неће учествовати на такмичењу ни 2020. године.[40]
- Босна и Херцеговина - 28. децембра 2018, шефица босанске делегације Лејла Бабовић је изјавила како је повратак на такмичењу био првобитни циљ босанског емитера, али да финансијска ситуација додатно отежава ситуацију. 9. јула 2019. босанска телевизија је потврдила да се неће вратити на такмичење ни 2020. године.[41]
- Луксембург - Упркос отвореној петицији да би се пружила подршка Луксембургу да се врати на такмичење, луксембуршка телевизија и даље одбија да се врати на такмичење.[42]
- Мађарска - У октобру 2019, мађарска телевизија је објавила како њихов национални избор A Dal неће бити коришћен за избор представника Мађарске на такмичењу, чиме је покренула гласине о могућем повлачењу са такмичења. Касније, мађарска телевизија је и званично објавила повлачење са такмичења. Као разлог за повлачење сматрају да је такмичење постало превише усмерено ка ЛГБТ популацији.[43]
- Монако - 6. августа 2019, монегашка телевизија је изјавила да се Монако неће вратити на такмичење 2020. године.[44]
- Словачка - 5. јуна 2019, словачка телевизија (RTVS) је изјавила да неће учествовати на такмичењу ни 2020. године због слабог интересовања јавности.[45]
- Турска - Септембра 2019, турска телевизија (TRT) је објавила да се неће вратити на такмичење ни 2020. године.[46]
- Црна Гора - Иако су првобитно пријавили учешће, 8. новембра 2019, црногорска телевизија је изјавила да се Црна Гора повлачи са такмичења из финансијских разлога. Црногорска телевизија је касније изјавила да су се повукли са такмичења због лоших резултата и како би новац инвестирали у обнављање возног парка ове телевизије.[47][48]

## Утицај пандемије Коронавируса 2019/20. на такмичење и отказивање
Крајем 2019. пандемија Коронавируса (COVID-19) се појавила у Кини и проширила на остатак света, чиме је одржавање такмичења доведено под знаком питања. 6. марта 2020. године, холандски емитер је изјавио "да ће организатори такмичења узимати у обзир све алтернативе како би одржали такмичење". У марту, Данска влада је ургирала отказивање свих догађаја са преко 1000 посетилаца како би спречили ширење вируса. То је на крају резултирало да се дански национални избор одржи без присуства публике. Многе делегације нису присуствовале састанку шефова делегација 9. марта. Супервизор ЕБУ Јон Ола Санд такође није био присутан на састанку због вируса, па је одржана видео конференција. Делегације из Израела и Литваније су одбиле да отпутују у Холандију како би снимили разгледницу.
Дана 18. марта 2020. ЕБУ је дала званично обавештење како се због пандемије Коронавируса такмичење 2020. неће одржати. Референтна група ЕБУа разматра о томе да изабрани учесници за 2020. буду изабрани да представљају своје земље наредне године.

## Службени албум
је компилацијски албум у којем је ЕБУ дала почаст песмама које су требале бити изведене на такмичењу 2020. године, који је саставила Европска радиодифузна унија, а 15. маја 2020. године је издала кућа Universal Music Group. Албум садржи свих 41 песама које су требале бити изведене на Песми Евровизије 2020. године.
| №               | Назив                  | Аутор(и) | Извођач          | Трајање |  |
| 1.              | (Албанија)             | Музика: Дарко Димитров и Лазар Цветковски Текст: Арилена Ара, Мајкл Блу, Роберт Стивенсон и Сам Шумер                                        | Арилена Ара      | 3:08    |  |
| 2.              | (Јерменија)            | Музика: Атена Манукијан и Диџеј Пако Текст: Атена Манукијан                                                                                  | Атена Манукијан  | 3:01    |  |
| 3.              | (Аустрија)             | Музика: Винсент Буено, Давид Јанг, Феликс Ван Гонс и Артур Ајгнер Текст: Винсент Буено                                                       | Винсент Буено    | 3:00    |  |
| 4.              | (Аустралија)           | Музика и текст: Џесика Керо, Ентони Егизи и Дејвид Мусумеки                                                                                  | Монтејн          | 2:59    |  |
| 5.              | (Азербејџан)           | Музика и текст: Лук ван Берс, Алан Рој Скот и Сара Лејк                                                                                      | Ефенди           | 2:59    |  |
| 6.              | (Белгија)              | Музика: Алекс Калије и Лука Кјаравали Текст: Алекс Калије                                                                                    | Hooverphonic     | 3:04    |  |
| 7.              | (Бугарска)             | Музика и текст: Борислав Миланов, Корнелија Виболс, Лукас Оскар Јанич и Викторија Георгијева                                                 | Викторија        | 3:00    |  |
| 8.              | (Белорусија)           | Музика: Владислав Пашкијевич и Валерија Хрибусава Текст: Микита Најдзионау                                                                   | Вал              | 2:54    |  |
| 9.              | (Швајцарска)           | Музика и текст: Ђон Мухаремај, Ализе Освалд, Џерон Свинен, Хавијер Мишел                                                                     | Gjon's Tears     | 2:57    |  |
| 10.             | (Кипар)                | Музика и текст: Сандро Николас, Алфи Аркури, Себастијан Мецнер Рикардс, Октавијан Расинарију и Тео ДК                                        | Сандро           | 3:03    |  |
| 11.             | (Чешка)                | Музика и текст: Осама Версе-Атил, Бени Кристо, Чарлс Сарпонг и Руди Реј                                                                      | Бени Кристо      | 3:04    |  |
| 12.             | (Немачка)              | Музика: Борислав Миланов, Питер Сент Џејмс, Даг Лунгберг, Џими Торен и Конор Мартин Текст: Борислав Миланов, Питер Сент Џејмс и Даг Лунгберг | Бен Долић        | 3:03    |  |
| 13.             | (Данска)               | Музика и текст: Емил Росендал Леј, Џими Јансон и Линеа Деб                                                                                   | Бен и Тан        | 2:55    |  |
| 14.             | (Естонија)             | Музика и текст: Уку Сувисте и Шерон Вон | Уку Сувисте      | 3:00    |  |
| 15.             | (Шпанија)              | Музика: Блас Канто, Ден Хамонд, Еш Хиклин, Миколај Трибулец и Дангело Ортега Текст: Блас Канто и Ден Хамонд                                  | Блас Канто       | 3:01    |  |
| 16.             | (Финска)               | Музика и текст: Јонас Ангерија, Витни Филипс, Конор Магдонаф, Рајли Магдонаф и Тоби Макдонаф                                                 | Аксел            | 2:51    |  |
| 17.             | (Француска)            | Музика: Томас Џисон и Питер Бостром Текст: Џон Лундвик, Амир Хадад, Том Леб, Леа Иван                                                        | Том Либ          | 2:57    |  |
| 18.             | (Уједињено Краљевство) | Музика и текст: Џејмс Њумен, Ед Древет, Адам Ерџајл и Ијан Џејмс                                                                             | Џејмс Њумен      | 2:34    |  |
| 19.             | (Грузија)              | Музика и текст: Торнике Кипијани и Алеко Бердзенишвили                                                                                       | Торнике Кипијани | 2:54    |  |
| 20.             | (Грчка)                | Музика: Димитрис Контопулос и Аркејд Текст: Димитрис Контопулос, Аркејд и Шерон Вон                                                          | Стефанија        | 2:59    |  |
| 21.             | (Хрватска)             | Музика и текст: Анте Пецотић | Дамир Кеџо       | 2:59    |  |
| Укупно трајање: | Укупно трајање:        | Укупно трајање: | Укупно трајање:  | 63:13   |  |

| №               | Назив                | Аутор(и) | Извођач             | Трајање |  |
| 1.              | (Ирска)              | Музика и текст: Лесли Рој, Роберт Марвин, Кет Гравит и Том Шапиро                                                  | Лесли Рој           | 3:02    |  |
| 2.              | (Израел)             | Музика и текст: Дорон Медали и Идан Рејчел                                                                         | Еден Ален           | 3:01    |  |
| 3.              | (Исланд)             | Музика и текст: Дади Фрејр Петурсон                                                                                | Daði & Gagnamagnið  | 2:53    |  |
| 4.              | (Италија)            | Музика: Антонио Диодато и Едвин Робертс Текст: Антонио Диодато                                                     | Диодато             | 3:36    |  |
| 5.              | (Литванија)          | Музика: Вајдотас Валиукевичијус, Робертас Баранаускас и Мантас Банишаускас Текст: Вајдотас Валиукевичијус          | The Roop            | 2:49    |  |
| 6.              | (Летонија)           | Музика: Саманта Тина Текст: Амината Савадого                                                                       | Саманта Тина        | 3:04    |  |
| 7.              | (Молдавија)          | Музика: Димитрис Контопулос и Филип Киркоров Текст: Шерон Вон                                                      | Наталија Гордијенко | 2:56    |  |
| 8.              | (Северна Македонија) | Музика: Невена Нескоска Текст: Невена Нескоска, Калина Нескоска и Алис Шредер                                      | Васил               | 3:02    |  |
| 9.              | (Малта)              | Музика и текст: Бернарда Бруновић, Борислав Миланов, Себастијан Арман, Даг Лундберг, Јоаким Персон и Сесар Сампсон | Дестини             | 3:05    |  |
| 10.             | (Холандија)          | Музика: Жангу Макрој и Питер Перкин Текст: Жангу Макрој                                                            | Жангу Макрој        | 2:59    |  |
| 11.             | (Норвешка)           | Музика и текст: Кристијан Ингебригтсен, Ћетил Мерланд и Улрике Брандсторп                                          | Улрике              | 2:59    |  |
| 12.             | (Пољска)             | Музика и текст: Патрик Кумор, Доминик Бучковски-Војташек, Лорел Баркер и Фразер Мак                                | Алисија             | 3:04    |  |
| 13.             | (Португал)           | Музика и текст: Марта Карваљо                                                                                      | Елиса               | 2:51    |  |
| 14.             | (Румунија)           | Музика: Јонуц Армаш и Вики Ред Текст: Јонуц Армаш и Брејан Исак                                                    | Роксен              | 2:54    |  |
| 15.             | (Србија)             | Музика: Немања Антонић Текст: Косана Стојић и Сања Вучић                                                           |                     | 2:57    |  |
| 16.             | (Русија)             | Музика и текст: Денис Цукерман, Илија Прусикин и Виктор Сибринин Текст: Денис Цукерман и Илија Прусикин            | Little Big          | 2:39    |  |
| 17.             | (Шведска)            | Музика и текст: Мелани Веб, Патрик Џин и Ерман Гадарфве                                                            | The Mamas           | 2:48    |  |
| 18.             | (Словенија)          | Музика: Бојан Симончич и Ана Соклич Текст: Ана Соклич                                                              | Ана Соклич          | 3:02    |  |
| 19.             | (Сан Марино)         | Музика и текст: Ђанлуиђи Фацијо, Хенрик Стен Хансен и Нана Ботос                                                   | Сенит               | 3:00    |  |
| 20.             | (Украјина)           | Музика: Тарас Шевченко и Катерина Павленко Текст: Катерина Павленко                                                | Go A                | 2:57    |  |
| Укупно трајање: | Укупно трајање:      | Укупно трајање: | Укупно трајање:     | 60:25   |  |